# دستنی اکاراگا
دِستنی اِکاراگا (انگلیسی: Destiny Ekaragha) کارگردان نیجریه‌ای‌تبار اهل بریتانیا است. او سومین زن سیاهپوست بریتانیایی است که پس از اِنگوزی اونوُرا و آما آسانته، فیلمی بلند را کارگردانی کرده‌است که در سینماهای بریتانیا اکران شده‌است.
از فیلم‌ها یا مجموعه‌های تلویزیونی که وی در آن‌ها نقش داشته‌است، می‌توان به پایان دنیای لعنتی و تد لاسو اشاره نمود.
آکادمی هنرهای فیلم و تلویزیون بریتانیا او را در سال ۲۰۱۴ یکی از «بریتانیایی‌های موفق» نامید.